# 公安部网络安全保卫局
公安部网络安全保卫局，序列号公安部十一局，是中华人民共和国公安部内设机构，负责处置涉及计算机与信息网络的违法犯罪案件，指导全国公安机关的公共信息网络安全监察处（队）。

## 沿革
1983年9月10日，国务院批复同意公安部关于机构编制的请示。公安部下设公安部计算机管理和监察局（公安部十一局）。
1989年3月5日，公安部发出《关于印发公安部“三定”方案的通知》，该局更名为公安部计算机管理监察司（公安部十一局）。
1998年8月11日，根据《公安部职能配置、内设机构和人员编制规定》，改革后公安部设置公安部公共信息网络安全监察局（十一局）。
2008年，经中央编办批准，公安部公共信息网络安全监察局更名为公安部网络安全保卫局（十一局）。

## 职责
根据有关规定，公共信息网络安全监察机关的具体职责为：
1. 监督、检查、指导计算机信息系统安全保护工作；
2. 组织实施计算机信息系统安全评估、审验；
3. 查处计算机违法犯罪案件；
4. 组织处置重大计算机信息系统安全事故和事件；
5. 负责计算机病毒和其他有害数据防治管理工作；
6. 对计算机信息系统安全服务和安全专用产品实施管理；
7. 负责计算机信息系统安全培训管理工作；
8. 法律、法规和规章规定的其他职责。

## 机构设置
根据有关规定，公安部网络安全保卫局设置下列机构：

### 内设机构
- 办公室
- 法制工作处
- 重要信息系统安全监察处
- 网络案件侦查处
- 互联网安全管理处
- 反通信网络诈骗处
- 信息安全与密码处（七处）
- 网络安全情报处
- 九处
- 国家网络与信息安全信息通报中心（十处）
- 十一处
- 十二处
- 十三处
- 十四处
- 十五处
- 十六处

## 外部連結
- 公安部
- 公安部網絡違法案件舉報網站 （页面存档备份，存于）

公共信息网络安全监察常用法律法规
- 互联网上网服务营业场所管理条例
- 中华人民共和国计算机信息系统安全保护条例
- 中华人民共和国计算机信息网络国际联网管理暂行规定
- 计算机信息网络国际联网安全保护管理办法
- 计算机病毒防治管理办法
- 网吧安全管理软件检测规范